# Cabo de Gracia
El cabo de Gracia o punta de Gracia  se encuentra dentro del término municipal de Tarifa, en la provincia de Cádiz (Andalucía, España).

## Descripción
El cabo está situado entre la playa de los Alemanes, al Oeste,
y la playa de El Cañuelo, al Este,
cerca de Zahara de los Atunes. Está coronado por una torre, construida en 1577 e inicialmente llamada ‘Torre del Cabo de Gracia’ o ‘Torre Vieja’, que actualmente se conoce como faro de Camarinal.